# 인연 (김민종의 음반)
《인연(因緣)》은 1999년에 발매된 김민종의 5집 앨범이다.
| “ | 그리워하는데도 한번 만나고는 못 만나게 되기도 하고 일생을 못 잊으면서도 아니 만나고 살기도 한다. | ” |
|   | — 피천득, 《인연》                                                                               |   |

감성적인 목소리의 만능엔터테이너 김민종의 5집앨범 [인연]이다.
화려한 외모와 다재다능한 활동으로 끊임없는 사랑을 받으면서도 자신의 세계를 묵묵히 전하고자 하는 그의 마음이 그대로 담겨 있는 앨범이다.
어느 한 곡을 빠트릴 수 없는 멜로디와 애절한 가사와 함께 김민종 특유의 호소력 짙은 깊은 감성의 목소리가 어우러져 있다.
김민종의 팬들에게 있어서 최고의 명반으로 통하며 인정 받고 있는 앨범이다. 타이틀곡인 비원이 SBS 인기가요 차트 1위를 차지 하였다...

## 수록곡
| #            | 제목                            | 작사           | 작곡         | 편곡         | 재생 시간 |
| ------------ | ------------------------------- | -------------- | ------------ | ------------ | --------- |
| 1.           | 〈인연〉 (因緣)                 | 김민종         | 신동우, June | 신동우       | 3:46      |
| 2.           | 〈비원〉 (悲願)                 | 김민종         | 조규만       | 조규만       | 5:05      |
| 3.           | 〈Hold Me Now〉                 | 김민종         | 이경섭       | 이경섭       | 4:11      |
| 4.           | 〈순수〉                        | 김민종         | 김도형       | 김도형       | 4:37      |
| 5.           | 〈이젠 울지마〉                 | 김민종         | 이경섭       | 이경섭       | 4:44      |
| 6.           | 〈다시 너에게〉                 | 김민종, 손지창 | 조규만       | 조규만       | 4:13      |
| 7.           | 〈너를 보내며〉                 | 김민종         | 신인수       | 김승현       | 4:20      |
| 8.           | 〈잘못된 약속〉                 | 김민종         | 신재홍       | 신재홍       | 3:43      |
| 9.           | 〈용서해죠〉                    | 윤사라         | 신동우       | 신동우       | 3:48      |
| 10.          | 〈가까이 가면〉 (Rap feat. Jeo) | 김민종         | 주영훈       | 주영훈       | 3:39      |
| 11.          | 〈기다릴게〉                    | 김민종         | 김도형       | 김도형       | 4:26      |
| 12.          | 〈그래... 〉                    | 김민종         | 황세준       | 황세준       | 4:07      |
| 총 재생 시간 | 총 재생 시간                    | 총 재생 시간   | 총 재생 시간 | 총 재생 시간 | 50:39     |